# Station Ujście Noteckie
Station Ujście Noteckie is een spoorwegstation in de Poolse plaats Ujście.